# Myotis horsfieldii
Myotis horsfieldii (Temminck, 1840) è un pipistrello della famiglia dei Vespertilionidi diffuso nell'Ecozona orientale.

## Descrizione

### Dimensioni
Pipistrello di piccole dimensioni, con la lunghezza della testa e del corpo tra 49 e 59 mm, la lunghezza dell'avambraccio tra 36,5 e 41,5 mm, la lunghezza della coda tra 34 e 42 mm, la lunghezza del piede tra 7 e 12 mm, la lunghezza delle orecchie tra 13,5 e 17 mm e un peso fino a 7,5 g.

### Aspetto
Le parti dorsali sono bruno-grigiastre, mentre le parti ventrali sono più grigiastre. Le orecchie sono lunghe e rotonde. Il margine anteriore è convesso mentre quello posteriore è concavo verso l'estremità e convesso alla base, con un incavo a metà lunghezza. Il trago è corto e relativamente largo. Le membrane alari sono grigio scure e attaccate posteriormente ai lati del piede, a circa un millimetro dalla base delle dita. I piedi sono moderatamente grandi. L'estremità della lunga coda si estende oltre l'ampio uropatagio. Il cariotipo è 2n=44 FNa=50-52.

### Ecolocazione
Emette ultrasuoni ad alto ciclo di lavoro sotto forma di impulsi di breve durata a frequenza modulata iniziale di 50,75-126,8 kHz, finale di 33,46-57,5 kHz e massima energia a 37,9–101 kHz.

## Biologia

### Comportamento
Si rifugia all'interno di grotte, tunnel, sotto ponti, tra le fronde delle palme, nelle fessure di edifici abbandonati e nelle cavità degli alberi, singolarmente o in piccoli gruppi di pochi individui. 

### Alimentazione
Si nutre di insetti, catturati in prossimità di corsi d'acqua.

## Distribuzione e habitat
Questa specie è diffusa nell'Ecozona orientale, dall'india attraverso l'Indocina e l'Indonesia fino alle Filippine.
Vive nelle foreste primarie, foreste secondarie ed aree agricole fino a 1.450 metri di altitudine.

## Tassonomia
Sono state riconosciute 5 sottospecie:
- M.h.horsfieldii: Penisola malese, provincia di Lampung nella parte meridionale di Sumatra[6], Giava, Bali, Lombok, Sulawesi sud-orientale, Borneo;
- M.h.deignani (Shamel, 1942): Myanmar orientale e sud-orientale, Thailandia, Laos, Vietnam, Cambogia, province cinesi del Guangdong, Hong Kong e isola di Hainan;
- M.h.dryas (K. Andersen, 1907): Isole Andamane: Andaman Meridionale; Isole Nicobare: Gran Nicobar, Piccola Nicobar, Car Nicobar;
- M.h.jeannei (Temminck, 1934): Isole Filippine: Bohol, Provincia di Camiguin, Catanduanes, Luzon, Mindanao, Mindoro, Negros, Palawan.
- M.h.peshwa (Taylor, 1915): Stati indiani di Goa, Karnataka, Kerala, Madhya Pradesh, Maharashtra, Tamil Nadu;

## Conservazione
La IUCN Red List, considerato il vasto areale, la popolazione presumibilmente numerosa, la presenza in diverse aree protette e la tolleranza alle modifiche ambientali, classifica M.horsfieldii come specie a rischio minimo (Least Concern)).